# 갯질경이
갯질경이는 꿀풀목 질경이과의 여러해살이풀이다.
왕질경이(Plantago major var. japonica)와 그 모습이 비슷한데, 잎이 왕질경이보다 두껍고 윤이 나는 점이 다르다. 한국의 남쪽 섬에 자라며, 씨를 약으로 쓰고, 연한 잎은 나물로 먹는다.